# 前145年
| 千纪： | 前1千纪 |
| 世纪： | 前3世纪 \| 前2世纪 \| 前1世纪                                                                                         |
| 年代： | 前170年代 \| 前160年代 \| 前150年代 \| 前140年代 \| 前130年代 \| 前120年代 \| 前110年代                               |
| 年份： | 前150年 \| 前149年 \| 前148年 \| 前147年 \| 前146年 \| 前145年 \| 前144年 \| 前143年 \| 前142年 \| 前141年 \| 前140年 |
| 纪年： | 西汉汉景帝中元五年 |

## 出生
- 司马迁生于夏阳，中国史学家和文学家。

## 逝世
- 亞歷山大·巴拉斯，塞琉古国王（前150年－前145年）
- 托勒密六世，托勒密国王（前181年－前145年）